# DREAMS COME TRUE CONCERT TOUR 2006 THE LOVE ROCKS
『DREAMS COME TRUE CONCERT TOUR 2006 THE LOVE ROCKS』（ドリームズカムトゥルー コンサートツアー トゥーサウザンドアンドシックス ザラブロックス）は、DREAMS COME TRUEのライブビデオ。2006年11月29日発売。

## 解説

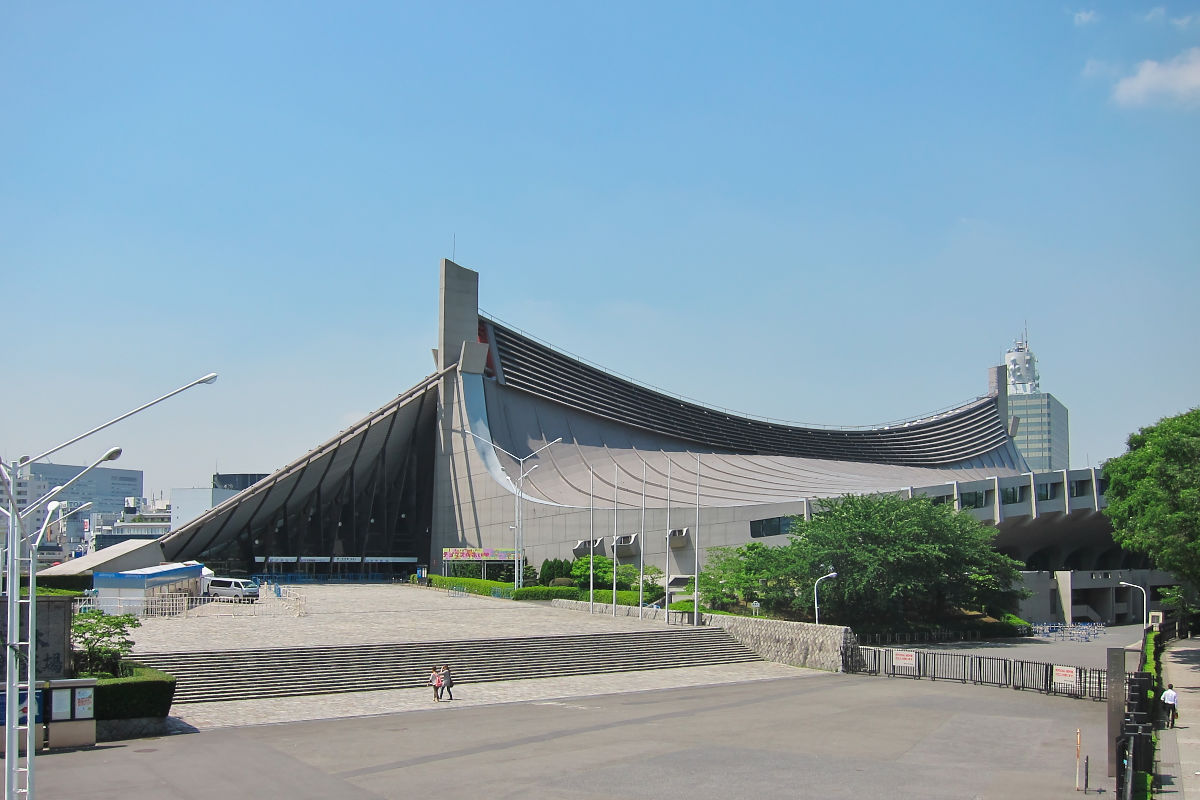
会場となった国立代々木競技場第一体育館

- アルバム「THE LOVE ROCKS」を引っさげて行われた全国ツアーからアリーナ公演の最終日となった国立代々木競技場第一体育館で行われた公演を収録。
- シングル「もしも雪なら/今日だけは」と同時発売。このシングルの初回盤DVDには今作のダイジェスト版が収録されている。
- この模様は発売前にWOWOWで放送された。
- 初回限定盤（2DVD+CD）と通常盤の2形態で発売。ジャケット写真が異なる。初回生産限定盤は全国のMCやご当地「あなたにサラダ」等を収録した特典DVDの他に、今作にしか収録されていない「LOVE LOVE LOVE 〜ENGLISH VERSION JAZZ MIX〜」の音源CD、写真集、スリーブケース付。

## 収録曲

### Disc 1
1. OPEN SESAME
2. 愛がROCKするテーマ
3. JET!!!
4. Ring! Ring! Ring!
5. ていうか
6. また「つらい」が1UP
7. THE FIRST DAY WITHOUT YOU
8. 哀愁のGIジョー
9. あなたにサラダ
10. WIFEHOOD ステ奥伝説 PART1 〜主婦の精 妻の精〜
11. めまい
12. PROUD OF YOU
13. SUNSHINE
14. ウソにきまってる
15. SPOON ME, BABY ME
16. MEDLEY
SAYONARA〜笑顔の行方〜眼鏡越しの空
17. 何度でも
18. やさしいキスをして
19. 空を読む
20. 朝がまた来る

### Disc 2
初回生産限定盤のみ付属。
- ベストトーク集
- ハプニング集
- ご当地あなたにサラダ
- The ギミ SHOW

### Disc 3
CD。初回生産限定盤のみ付属。
1. LOVE LOVE LOVE 〜ENGLISH VERSION JAZZ MIX〜